# Юг (сериал)
«Юг» — российский телесериал режиссёра Ивана Соснина, снятый по сценарию Алима Бесчокова в жанре роуд-муви. Главные роли исполнили Ярослав Могильников, Надежда Маркина и Тимофей Трибунцев.
Премьерный показ пилотной серии состоялся 31 мая 2024 года на фестивале «Медвежонок». 18 августа телесериал был показан в летнем кинотеатре Okko на ВДНХ. 22 августа премьера состоялась в онлайн-кинотеатре Okko, а 6 сентября — телепремьера на Первом канале.

## Сюжет
Юг Кипень – закомплексованный, скромный мальчик, воспитанный бабушкой. Его мать умерла, когда ему было три года, а отца он никогда не видел, но в свой 14-й день рождения Юг обнаруживает в бабушкином шкафу деньги, которые много лет анонимно присылал его папа. Мальчик отправляется на поиски отца через всю страну.

## В ролях
| Актёр                | Роль          |
| -------------------- | ------------- |
| Ярослав Могильников  | Юг Кипень     |
| Надежда Маркина      | бабушка Юга   |
| Тимофей Трибунцев    | следователь   |
| Юрий Колокольников   | папа 1        |
| Александр Яценко     | папа 4        |
| Кирилл Кяро          | папа 5        |
| Юлия Снигирь         | жена папы 5   |
| Игорь Грабузов       | папа 7        |
| Антон Кузнецов       | лесник        |
| Дарья Екамасова      | Юля           |
| Павел Комаров        | Коля друг Юга |
| Екатерина Стулова    | мама Саши     |
| Антон Адасинский     | Вася          |
| Александр Парфенович | монах         |
| Максим Стоянов       | Миша          |
| Полина Цыганова      | Саша          |
| Светлана Иванова     | мама Юга      |
| Николай Шрайбер      | папа 6        |
| Кирилл Пирогов       | папа 8        |
| Анна Уколова         | проводница    |
| Денис Дорохов        | папа 2        |
| Алексей Серебряков   | дальнобойщик  |
| Виталий Кищенко      | генерал-майор |

## Список серий

### Первый сезон
| Серия | Дата премьеры    |
| ----- | ---------------- |
| 1     | 22 августа 2024  |
| 2     | 22 августа 2024  |
| 3     | 29 августа 2024  |
| 4     | 5 сентября 2024  |
| 5     | 12 сентября 2024 |
| 6     | 19 сентября 2024 |
| 7     | 26 сентября 2024 |
| 8     | 3 октября 2024   |

## Производство
Телесериал снят NORM Production по заказу онлайн-кинотеатра Okko. 
Съёмки проходили с июля по сентябрь 2023 года в десяти регионах России, в которых по сюжету останавливался главный герой во время своего путешествия с Дальнего Востока в Москву.

## Реакция
Телесериал получил в основном положительные оценки российских кинокритиков.
Сергей Ефимов (Комсомольская правда): «„Сын ищет отца“ — сюжет архетипический, деятелями культуры нежно любимый. Он крайне важен для становления мужской личности — можно сказать, что через это проходит каждый мужчина, даже если физически его отец не терялся и искать его в буквальном смысле нет никакой необходимости. Словом, идея не нова, оттого не менее прекрасна».
Василий Степанов («Коммерсантъ»): «„Юг“ — ещё один виток развития генеральной линии очарованного странника с хорошо знакомыми и понятными соснинскими типажами, людьми разных профессий и регионов — дальнобойщиками, ветеранами, коневодами, банкирами, проводницами, учителями, актёрами, капитанами, психологами, оперативниками — в ярком исполнении пары десятков звёзд: от Александра Яценко и Антона Адасинского до Анны Уколовой и Дарьи Екамасовой».
Алина Кувшинникова (2x2): «Иван Соснин снял супердобрую и утрированную историю, которой не претит быть милой. Безусловно, команда переборщила, решив сделать всё везде и сразу. Однако получилось нечто ламповое, пусть и не для всех».

## Награды
- 2024 — Премия II всероссийского фестиваля детского, семейного кино и анимации «Медвежонок» в категории «Лучший сценарий» (Алим Бесчоков).[8]